# هراچیا مارگاریان (سیاستمدار)
هراچیا خاچاطوری مارگاریان (ارمنی: Հրաչյա Խաչատուրի Մարգարյան؛ زادهٔ ۲۶ نوامبر ۱۹۱۲ - درگذشته ۲۳ نوامبر ۱۹۶۷) یک سیاستمدار اهل ارمنستان بود که از تاریخ ۱۹ نوامبر ۱۹۵۹ تا تاریخ ۶ مارس ۱۹۶۴ سمت وزیر فرهنگ ارمنستان شوروی را برعهده داشت.

## زندگی‌نامه
در ۲۶ نوامبر ۱۹۱۲ در روستای پوکر قاراکیلیسا به دنیا آمد . وی همچنین برنده نشان پرچم سرخ کار شده است. وی در ۲۳ نوامبر ۱۹۶۷ در سن سالگی در ایروان درگذشت.

## نگارخانه

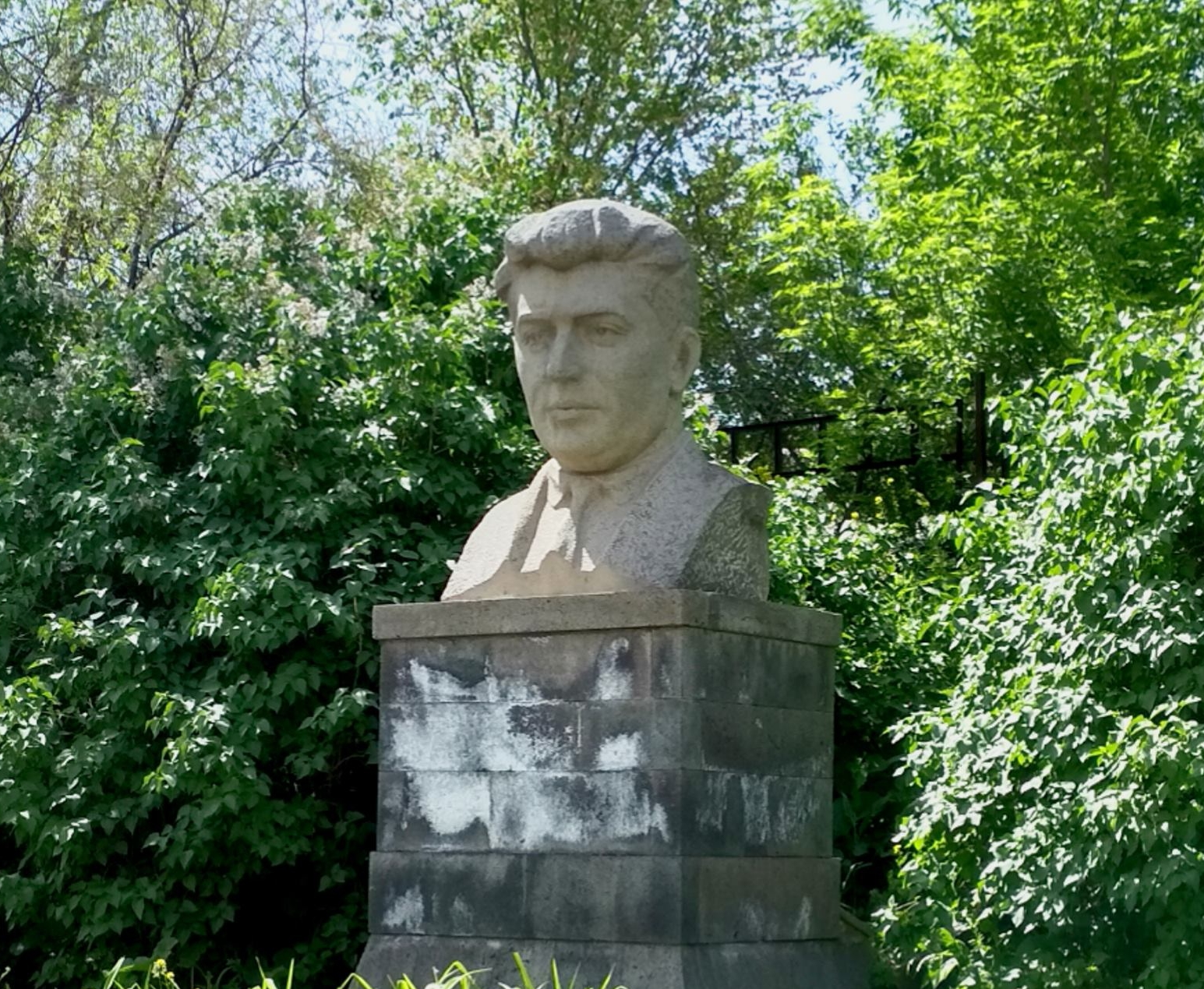

## یادداشت
1. ↑  Փոքր Ղարաքիլիսա
2. ↑  Փոքր Ղարաքիլիսա